# Myopsyche blandina
Myopsyche blandina là một loài bướm đêm thuộc phân họ Arctiinae, họ Erebidae.